# Icon
Icon je četvrti studijski album britanskog doom metal-sastava Paradise Lost, objavljen 23. rujna 1993. Ovaj album označio je odmak od death/doom-zvuka iz njihovog ranog albuma i bio je posljednji album na kojem je bubnjeve svirao Matthew Archer.
U veljači 2018. Icon je primljen u Kuću slavnih Decibel Magazinea, postavši drugi album Paradise Lost koji je predstavljen u Kuću slavnih Decibel Magazinea (uz Gothic), a časopis je naveo da je album utjecao na razvoj podžanra gothic metala.
Godine 2023. objavljeno je da sastav ponovno snimlja je ovaj album te da će novo izdanje biti objavljeno 1. prosinca 2023.

## Glazbeni stil

### Glazba
Na albumu Icon, Paradise Lost razvija svoj stil gothic metala. Nick Holmes ne pjeva death growlom kao što na prethodnom albumu, Shades of God i pjeva čistim glasom, koji je usporediv s Jamesom Hetfieldom iz Metallice. Glazba je također usporediva s baroknom glazbom i gregorijanskom napjevom.

### Tekstovi
Kao i na prethodnih albumima, Holmesovi tekstovi inspiriran su filozofijom i psihologijom. Također se odnose na sumnju u vjeru u Boga i mržnju. 

## Popis pjesama
Tekstovi: Nick Holmes, glazba: Gregor Mackintosh.
| 1.    | »Embers Fire«                              | 4:44 |
| 2.    | »Rememberance«                             | 3:26 |
| 3.    | »Forgong Sympathy«                         | 4:44 |
| 4.    | »Joys of the Emptiness«                    | 3:29 |
| 5.    | »Dying Freedom«                            | 3:44 |
| 6.    | »Widow«                                    | 3:04 |
| 7.    | »Colossal Rains«                           | 4:36 |
| 8.    | »Weeping Words«                            | 3:51 |
| 9.    | »Posion«                                   | 3:00 |
| 10.   | »True Belief«                              | 4:30 |
| 11.   | »Shallow Seasons«                          | 4:55 |
| 12.   | »Christendom«                              | 4:31 |
| 13.   | »Deus Misereatur« (instrumentalna skladba) | 1:58 |
| 50:32 |                                            |      |

| Bonus pjesme na reizdanju iz 2007. | Bonus pjesme na reizdanju iz 2007. | Bonus pjesme na reizdanju iz 2007. | Bonus pjesme na reizdanju iz 2007. | Bonus pjesme na reizdanju iz 2007. | Bonus pjesme na reizdanju iz 2007. | Bonus pjesme na reizdanju iz 2007. | Bonus pjesme na reizdanju iz 2007. | Bonus pjesme na reizdanju iz 2007. | Bonus pjesme na reizdanju iz 2007. |
| Br.                                | Skladba                            | Trajanje                           |                                    |                                    |                                    |                                    |                                    |                                    |                                    |
| ---------------------------------- | ---------------------------------- | ---------------------------------- | ---------------------------------- | ---------------------------------- | ---------------------------------- | ---------------------------------- | ---------------------------------- | ---------------------------------- | ---------------------------------- |
| 14.                                | »Sweetness«                        | 5:34                               |                                    |                                    |                                    |                                    |                                    |                                    |                                    |
| 15.                                | »Your Hand in Mine«                | 6:40                               |                                    |                                    |                                    |                                    |                                    |                                    |                                    |
| 62:46                              |                                    |                                    |                                    |                                    |                                    |                                    |                                    |                                    |                                    |

## Zasluge
| Paradise Lost - Nick Holmes – vokal - Gregor Mackintosh – solo-gitara, snimanje (gitare i bas-gitare na novoj verziji) - Aaron Aedy – ritam gitara, akustična gitara - Stephen Edmondson – bas-gitara - Matt Archer – bubnjevi - Guido Zima Montanarini – bubnjevi (na novoj verziji) Dodatni glazbenici - Denise Bernard – vokali | Ostalo osoblje - Andrew Holdsworth – klavijature, asistent inženjera zvuka - Paul Nixon – asistent inženjera zvuka - Sally Butler – asistent inženjera zvuka - Stylorouge – dizajn, umjetnički smjer - Simon Efemey – produkcija, inženjer zvuka, miks - Pete "Pee Wee" Coleman – miks - Geoff Pesche – mastering - Matt Anker – fotografije - Scott Robinson – grafički dizajn (nova verzija) - Jaime Gomez Arellano – koprodukcija (nova verzija) |